# Parque Cristal (Caracas)
O Parque Cristal é um prédio que abriga escritórios, estando localizado à Avenida Francisco de Miranda em frente ao Parque del Este em Caracas. O projeto foi liderado pelo arquiteto Walter J. Alcock, sendo inaugurado em 1977 e devido à sua estrutura em forma de cubo formado por aço e concreto e fachada de vidro, é considerado um dos mais belos edifícios da cidade. Em 1987, ganhou o Prêmio de Arquitetura Metropolitana. Adicionalmente retratado também como um dos patrimônios culturais do município de Chacao.

## Características
O edifício possui 18 andares com um total de 103 metros de altura. Tem formato de cubo e é coberto de cristais, possui passagens em suas instalações, estacionamento e estação de serviços para carros. Outra de suas atrações são seus mosaicos de piso do artista Nedo.

## Galeria

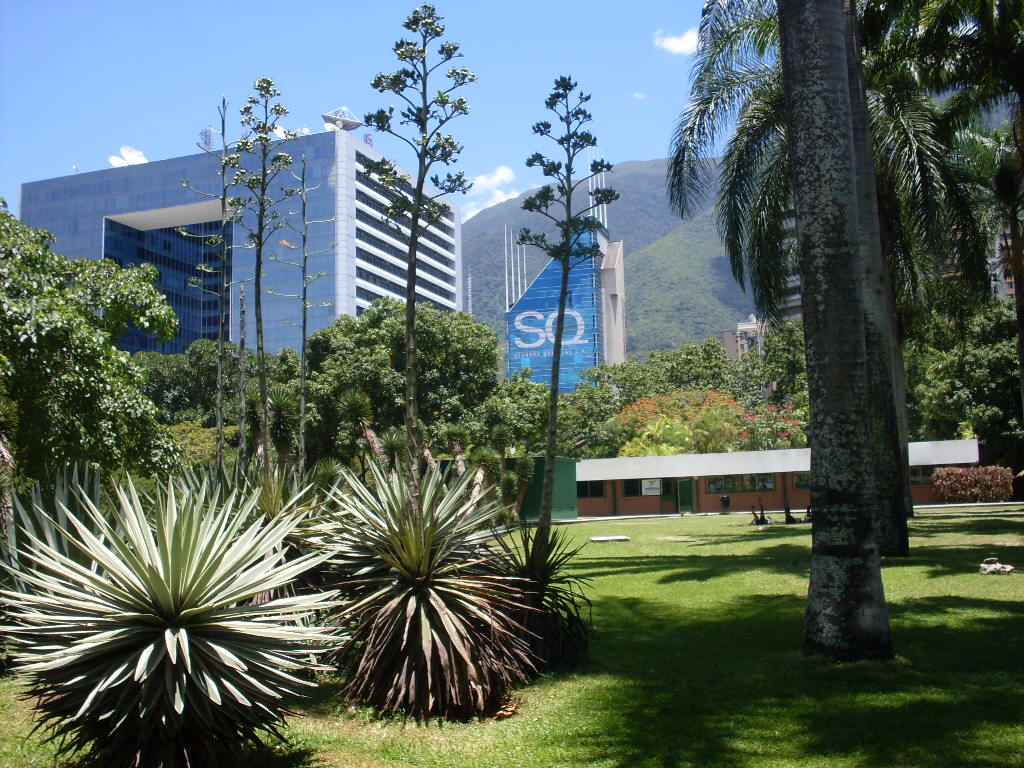
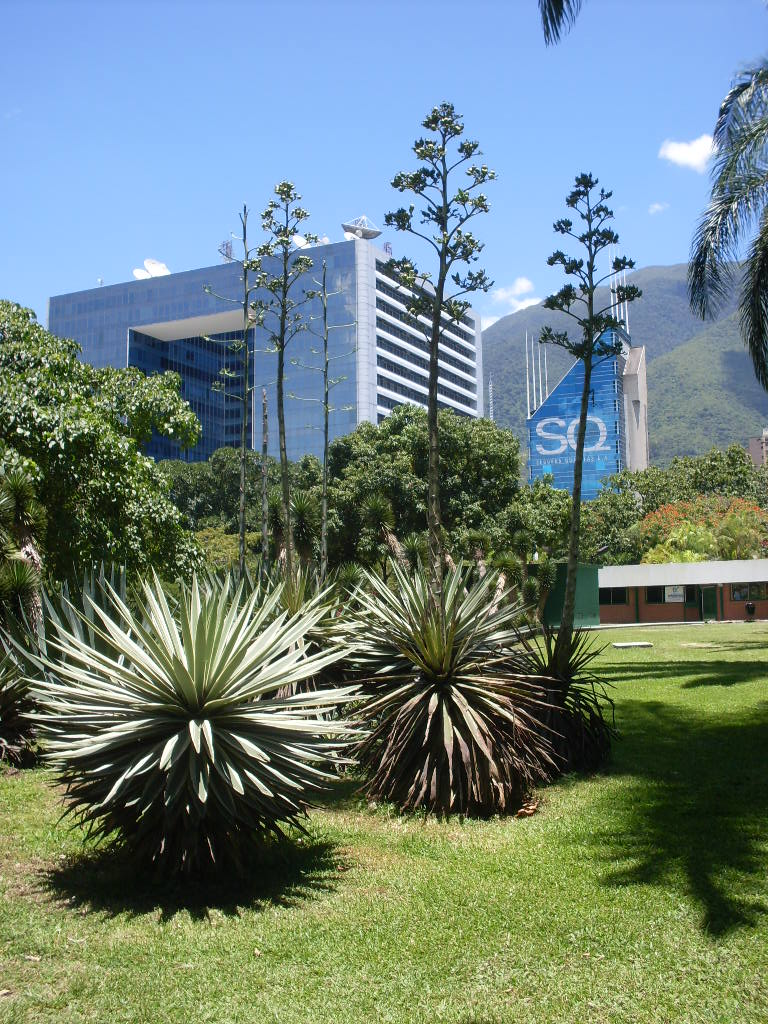
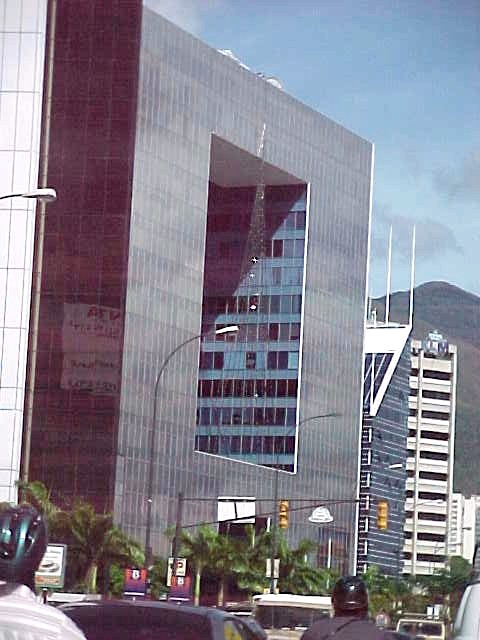
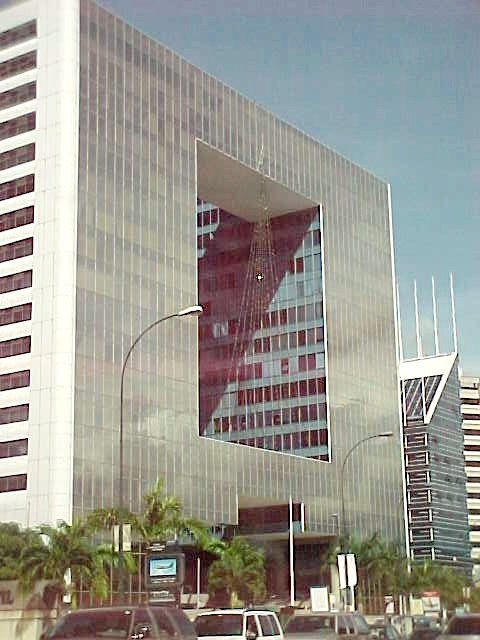
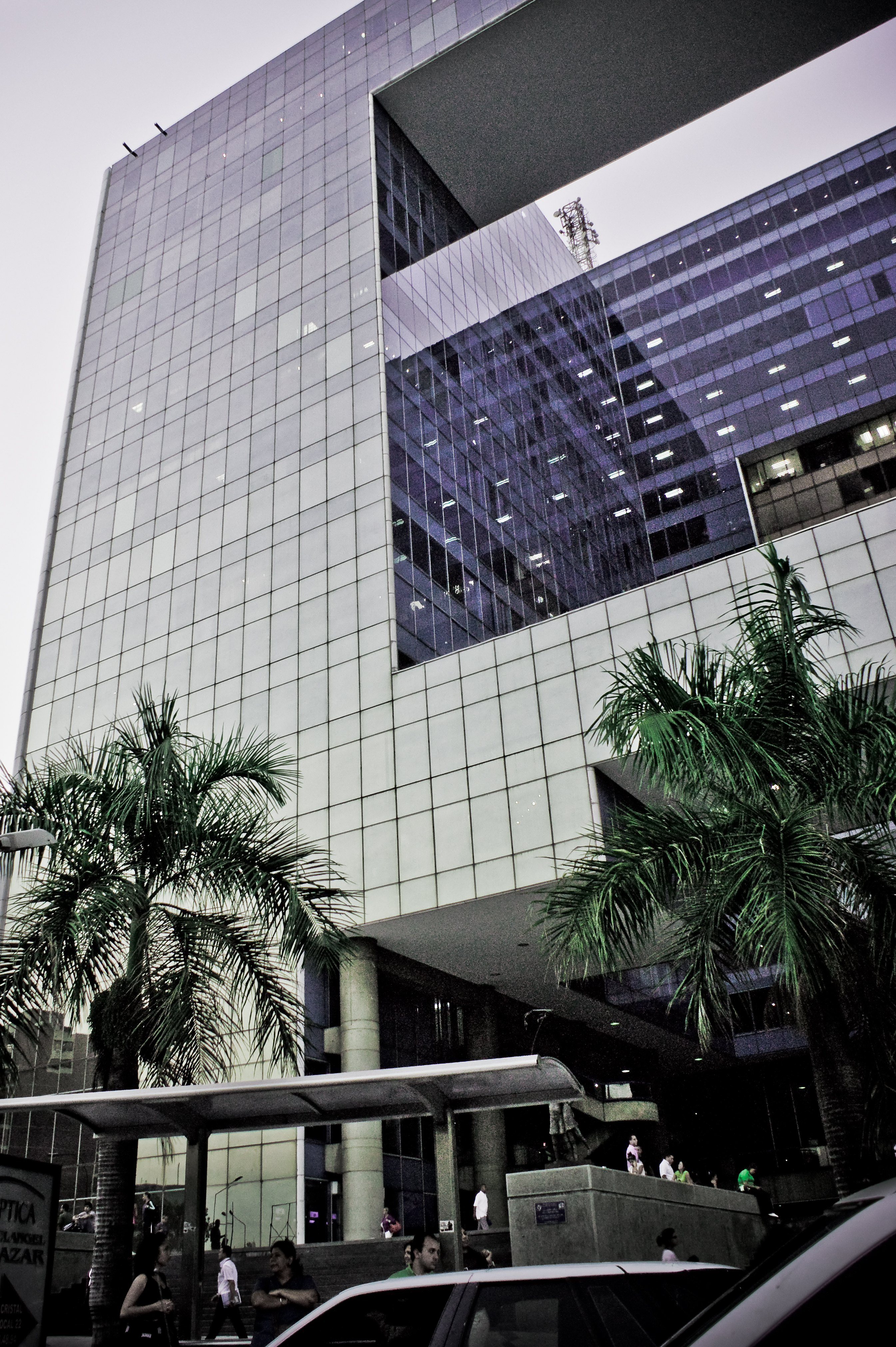
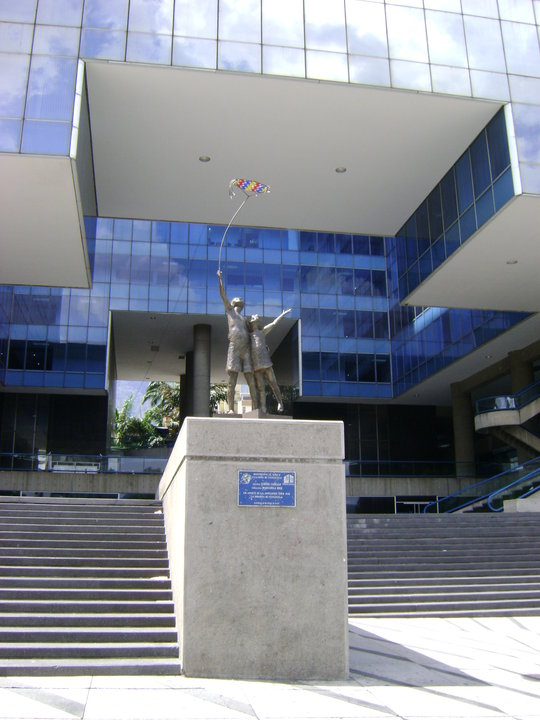
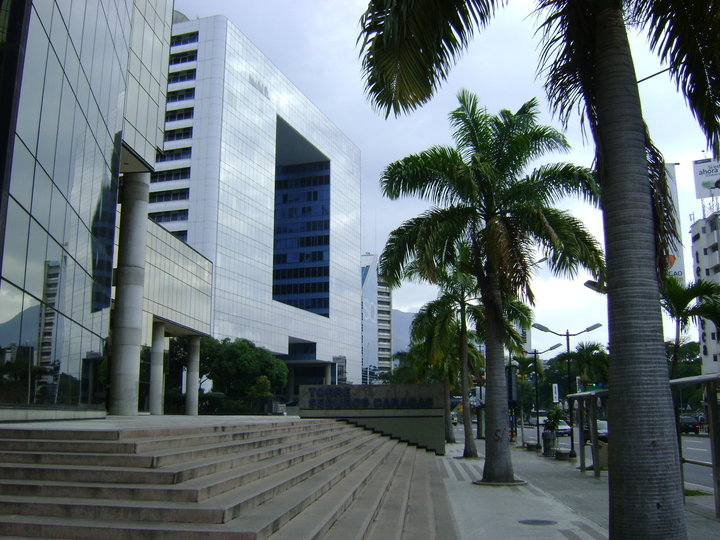